# (2851) Harbin
(2851) Harbin (1978 UQ2) – planetoida z pasa głównego asteroid okrążająca Słońce w ciągu 3,91 lat w średniej odległości 2,48 j.a. Odkryta 30 października 1978 roku.